# Knoten (Seesport)
Knoten ist eine der Landdisziplinen des Seesportmehrkampfes. Die Aufgabe für den Seesportler besteht darin, innerhalb kürzester Zeit zehn vorgeschriebene seemännische Gebrauchsknoten in einer festgelegten Reihenfolge auf einer genormten Knotenbahn mit ebenfalls genormten Tampen (ugs.: Seile) zu fertigen (zu schlagen). Neben der Zeit wird auch die Qualität der geschlagenen Knoten bewertet. 

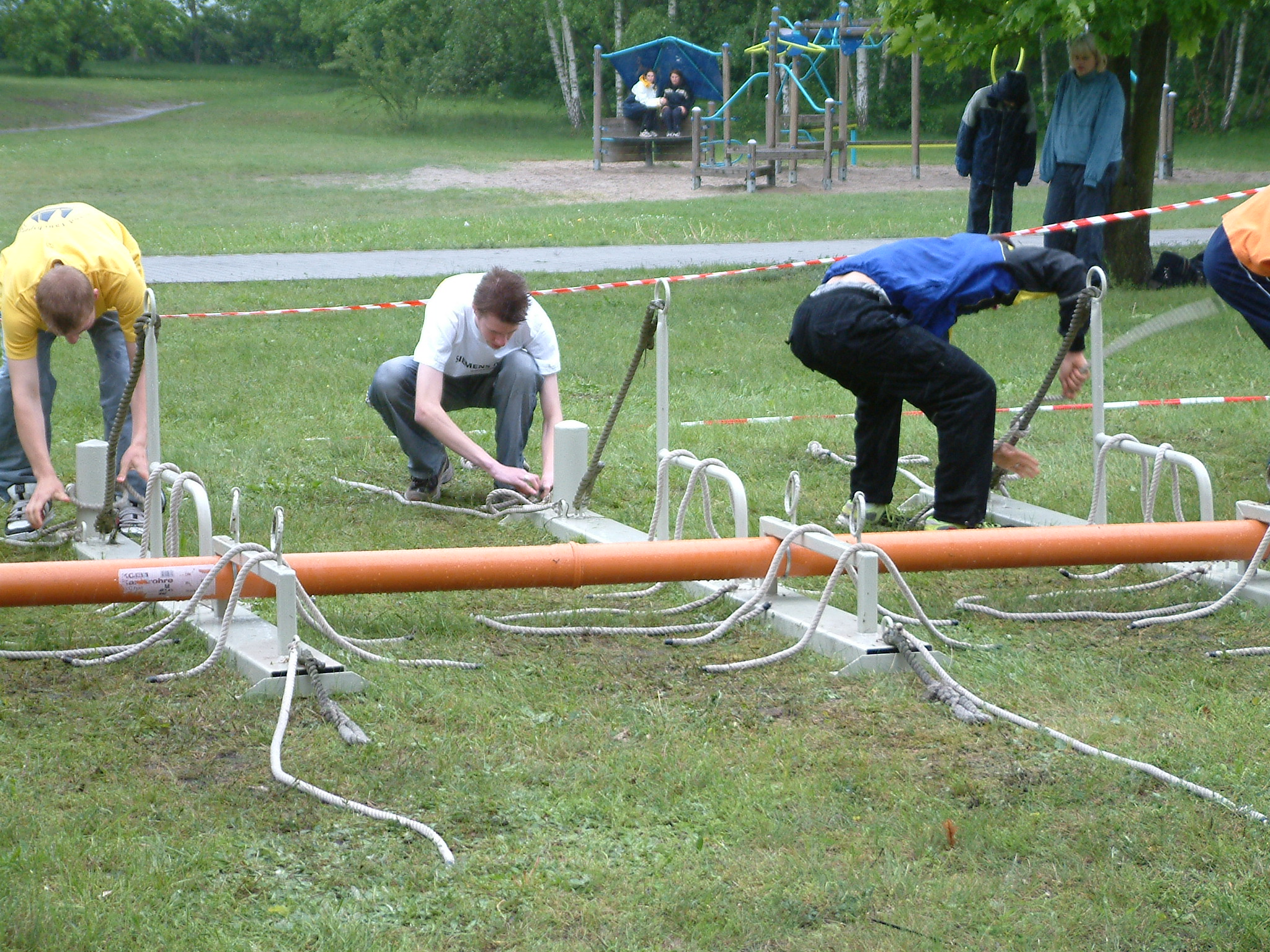
Wettkämpfer an mehreren miteinander verbundenen Knotenbahnen beim ESS-Pokal 2004 am Senftenberger See (Land Brandenburg)

## Die Knoten
Folgende Knoten sind in dieser Reihenfolge anzufertigen:
1. Achtknoten
2. Kreuzknoten
3. Palstek
4. Stopperstek
5. Slipstek
6. Webleinstek
7. Zimmermannsstek
8. Roringstek, auch: Rohringstek
9. Rundtörn mit zwei halben Schlägen
10. Doppelter Schotstek

Spitzensportler bewältigen die Knotenbahn, zu der noch jeweils fünf Meter An- und Ablaufstrecke gehören, unter 30 Sekunden.